# Agallissini
Los agalisinos (Agallissini) son una  tribu de coleópteros polífagos crisomeloideos de la familia Cerambycidae.

## Géneros
Tiene las siguientes géneros:
- Agallissus Dalman, 1823
- Osmopleura Linsley, 1964
- Zagymnus LeConte, 1873